# Aart Staartjes
Aart Staartjes (ur. 1 marca 1938 w Amsterdamie, zm. 12 stycznia 2020 w Groningen) – holenderski aktor, reżyser i prezenter telewizyjny.

## Życiorys
Był dobrze znany ze swojej roli w Sesamstraat, holenderskiej koprodukcji Ulicy Sezamkowej. W tym serialu jego postać nazywała się Meneer Aart (Mr. Aart) i w tej osobie jest autorem książki zatytułowanej Meneer Aart: Leven en werken van de man die geen kindervriend wil heten (Mr. Aart: Życie i dzieło człowieka, który nie chce zostać nazwany przyjacielem dla dzieci).
Aart Staartjes urodził się w Nieuwendam, dzielnicy Amsterdamu. Miał starszego brata i młodszą siostrę. Mieszkali w domu na Nieuwendammerdijk. Jego ojciec, dziadek i wujek pracowali w stolarni za domem. Staartjes rozpoczął edukację w wieku ośmiu lat. Następnie poszedł do Mulo w Amsterdamie, a następnie do Kweekschool, kolegium nauczycieli, które ukończył w 1958 roku, później poszedł do szkoły teatralnej. Studia ukończył w 1961 roku.
Staartjes zadebiutował w 1961 roku w Meneer Topaze na podstawie sztuki Marcela Pagnola z lat 30. XX wieku.
W 1984 roku Aart zaczął grać rolę Mr. Aarta w Sesamstraat, holenderskiej adaptacji Ulicy Sezamkowej. Pan Aart to raczej zrzędliwy starszy mężczyzna, który zawsze ma na co narzekać. Zwłaszcza o zwierzęcych postaciach Pino, Tommie i Leniemienie. Ta postać została dodana, ponieważ krytycy uważali, że Sesamstraat był zbyt sielankowy i potrzebował czegoś, aby temu przeciwdziałać. Z biegiem lat pan Aart stopniowo stawał się łagodniejszy i stał się postacią dziadka. Stało się tak prawdopodobnie z powodu śmierci Lexa Goudsmita, który był uważany za poprzedniego „dziadka” Sesamstraata.
Staartjes miał 22 lata, kiedy urodziło się jego pierwsze dziecko. Rozwiódł się z pierwszą żoną szesnaście lat później. Później poślubił kobietę o imieniu Hanna.
W dniu 10 stycznia 2020 r. Staartjes uczestniczył w zderzeniu dwóch samochodów. Został zabrany do szpitala w stanie krytycznym i zmarł dwa dni później.